# Топоров Володимир Миколайович
Володимир Миколайович Топоро́в (рос. Владимир Николаевич Топоров; 5 липня 1928, Москва — 5 грудня 2005, там само) — російський філолог.

## Етапи біографії
Випускник МГУ. Доктор філологічних наук honoris causa (1988), головний науковий співробітник Інституту вищих гуманітарних досліджень РДГУ, дійсний член Російської академії наук (1991; академік АН СРСР у Відділенні літератури й мови з 15 грудня 1990), дійсний член Російської академії природничих наук (1993).
Член редколегій журналів «Балто-слов'янські дослідження» (1980—2005), «Вопросы языкознания», «Етимологія» (1963—2005), «Linguistica Baltica», «International Journal of Poetics» (1992—2005), «Kodikas» (1992—2005), «Proverbium» (1992—2005), «Russian Literature» (1997—2005) та ін.
Член міжнародного редради журналу «Arbor Mundi» («Світове древо»).
Член Academia Europaea, International Semiotic Society, International Language Origin Society, член International Philosophic Peirce Society. Почесний член Академії наук Латвії. Доктор honoris causa Вільнюського університету. Член семіотичного товариства США.
Лауреат Державної премії (1990) — за участь в роботі над енциклопедією «Міфи народів світу» (на знак протесту проти трагічних подій у Вільнюсі 13 січня 1991 від премії відмовився), премії О. І. Солженіцина (1998), премії імені Андрія Білого (2003).
Нагороджений орденом Великого Князя Литовського Гедімінаса (1999) і вищою нагородою Латвії — орденом Трьох Зірок (2002)
Був чоловіком і часто співавтором Т. Я. Єлизаренкової.
Один із засновників Тартусько-московської семіотичної школи.

## Напрями досліджень
- Лінгвістика: порівняльно-історичне мовознавство, індоєвропеїстика, славістика, балтистика, русистика;
- Літературознавство: проблеми поетики, структури тексту, історія літератури;
- Фольклор, релігія та міфологія, культурологія, духовна культура, семіотика на матеріалі індоєвропейських етномовних традицій, особливо слов'янської (з акцентом на російській), балтійської, індоіранської, античної.

## Публікації
Автор близько 1500 робіт. Основні публікації:

### Переклади
- Дхаммапада / Пер. с пали, предисловие и комментарии. (Серия «Памятники литературы народов Востока»). Москва: Изд-во вост. лит-ры. 1960.

### Монографії
- Санскрит. Москва: Изд-во вост. лит-ры. 1960. 134 стр. 1300 экз. (Серия «Языки зарубежного Востока и Африки») Соавт. Вяч. Вс. Иванов.
- Локатив в славянских языках. Москва: Изд-во АН СССР, 1961. 379 стр.
- Лингвистический анализ гидронимов Верхнего Поднепровья. Москва: Изд-во АН СССР, 1962. 270 стр. Соавт. О. Н. Трубачев.
- Язык пали. Москва: Наука. 1965. 248 стр. 1200 экз. (Серия «Языки народов Азии и Африки»). 2-е изд., доп. М.: Вост.лит. 2003. Соавт. Т. Я. Елизаренкова
- Славянские языковые моделирующие семиотические системы: Древний период. Москва: Наука, 1965. 246 стр. Соавт. В. В. Иванов
- Исследования в области славянских древностей: Лексические и фразеологические вопросы реконструкции текстов. Москва: Наука, 1974. 342 стр. Соавт. В. В. Иванов
- Прусский язык (т. 1—5, 1975—1989, издание не завершено) .
  - А-Д. 1975. 399 стр. 2150 экз.
  - E-H. 1979. 352 стр. 1900 экз.
  - I-K. 1980. 384 стр. 1950 экз.
  - K-L. 1984. 429 стр. 1700 экз.
  - L. 1990. 424 стр. 1300 экз.
- Ахматова и Блок: (К проблеме построения поэтического диалога: «блоковский» текст Ахматовой). Berkeley, 1981. 203 p.
- Неомифологизм в русской литературе нач.20 в.: Роман А. А. Кондратьева «На берегах Ярыни». Trento, 1990. 326 p.
- Пушкин и Голдсмит в контексте русской Goldsmithian'ы: (к постановке вопроса). Wien, 1992. 222 p. (Wiener Slawistischer Almanach, Sonderb. 29)
- Труженичество во Христе (творческое собирание души и духовное трезвение). 1. Russian literature. XXXIII: Special issue. Amsterdam, 1993. 160 р.
- Эней — человек судьбы: (к «средиземноморской» персонологии). М.: Радикс, 1993. Ч. 1. 195 стр.
- «Бедная Лиза» Карамзина: Опыт прочтения: К двухсотлетию со дня выхода в свет. Москва: РГГУ, 1995. 511 стр.
- Святость и святые в русской духовной культуре. Москва: Шк. «Языки рус. культуры», 1995—1998.
  - Т. 1: Первый век христианства на Руси. 875 стр.;
  - Т. 2: Три века христианства на Руси (XII—XIV вв.): Память о Преподобном Сергии: И. Шмелев — «Богомолье». 863 стр.
- О «блоковском слое» в романе А.Белого «Серебряный голубь». Amsterdam, 1996. 230 стр.
- Древнеиндийская драма Шудраки «Глиняная повозка»: Приглашение к медленному чтению. Москва: Наука: О. Г. И., 1998. 412 стр.
- Предыстория литературы у славян: Опыт реконструкции: Введение к курсу истории славянских литератур. Москва: РГГУ, 1998. 319 стр.
- Странный Тургенев: Четыре главы. Москва: 1998. 188 стр. (Чтения по истории и теории культуры / РГГУ; Вып. 20.)
- Начало литовской письменности. Мартинас Мажвидас в контексте времени (К 450-летию со дня выхода в свет первой литовской книги). Москва: Baltos lankos / Дом Юргиса Балтрушайтиса, 2001. 117 стр.

### Статті та збірки статей
Збірки статей:
- О мифопоэтическом пространстве: Избр. ст. Pisa: ECIG, 1994. 316 р.
- Миф. Ритуал. Символ. Образ: Исследования в области мифопоэтического: Избранное. Москва: Изд. группа «Прогресс-Культура», 1995. 624 стр.
- Baltų mitologijos ir ritualo tyrimai. Vilnius: Aidai, 2000. 365 p. [Исследования в области балтийской мифологии и ритуала. — Вибране]
- Miasto i mit / wybrał, przełożył i wstępem opatrzył Bogusław Żyłko, Gdańsk: Słowo/Obraz Terytoria, 2000. 350 s.
- Из истории русской литературы. Т. 2: Русская литература второй половины XVIII века: исследования, материалы, публикации. М. Н. Муравьев: Введение в творческое наследие. Москва: «Языки рус. культуры», 2001—2003. Кн. 1. 912 стр.; Кн. 2. 928 стр.
- Przestrzeń i rzecz / tłum. Bogusław Żyłko. Kraków: Tow. Autorów i Wydaw. Prac Nauk. «Universitas», 2003
- Петербургский текст русской литературы. СПб.: Искусство — СПБ, 2003 г. 616 стр.
- Из истории петербургского аполлинизма: его золотые дни и его крушение. — ОГИ, 2004. 264 стр., ил. (без іл. — nES)
- Исследования по этимологии и семантике. В 4-х тт. М.: «Языки славянских культур»-«Рукописные памятники Древней Руси», 2004—2010.
  - Т. 1. Теория и некоторые частные ее приложения. Москва: М.: ЯСК, 2004. 816 стр.
  - Т. 2. Индоевропейские языки и индоевропеистика.
    - Кн. 1. М.: ЯСК, 2006. 544 стр. 1000 экз.
    - Кн. 2. М.: ЯСК, 2006. 728 стр. 1000 экз.

  - Т. 3. Кн. 1. Индоарийские языки. М.: ЯСК, 2009. 376 стр. 800 экз. ISBN 978-5-9551-0332-7
  - Т. 3. Кн. 2. Индийские и иранские языки. М.: ЯСК, 2010. 384 с. 800 экз. ISBN 978-5-9551-0419-5
  - Т. 4. Кн. 1. Балтийские и славянские языки. М.: ЯСК, 2010. 416 стр. 800 экз. ISBN 978-5-9551-0388-4
  - Т. 4. Кн. 2. Балтийские и славянские языки. М.: РПДР, 2010. 512 стр. 800 экз. ISBN 978-5-9551-0442-3
- Мировое дерево: Универсальные знаковые комплексы. М.: Рукописные памятники Древней Руси, 2010.
  -  — Т. 1 (448 с., илл.) ISBN 978-5-9551-0434-8;
  - Том 2 (496 с., вклейка) ISBN 978-5-9551-0405-8. (Тема світового дерева)

Деякі статті:
- Значение белорусского ареала в этногенетических исследованиях // Славяне: адзінства і мнагастайнасць: Міжнародная канферэнцыя (Мінск, 24-27 мая 1990 г.): Тэзісы дакладаў і паведамленняў. Секцыя 2. Этнагенез славян. Мінск, 1990. С. 87-90.
- К реконструкции мифа о мировом яйце // Труды по знаковым системам, т. 3, Тарту, 1967

Додаткові статті:
- Комментарий «К буддологическим исследованиям Ф. И. Щербатского» (и ред. переводов) //Ф. И. Щербатский. Избранные труды по буддизму. Москва: Наука, 1988, с.263-419
- Пространство и текст // Текст: семантика и структура. М., 1983, с. 227—284
- Текст города-девы и города-блудницы в мифологическом аспекте // Исследования по структуре текста. М., 1987, с. 121—132
- Вещь в антропоцентрической перспективе // Aequinox. М., 1993, с. 70-94
- Сократ платоновской «Апологии Сократа» как человек «осевого времени» // Славянское и балканское языкознание. Человек в пространстве Балкан. — М.: «Индрик», 2003, с. 7-18
- Топоров, В.Н. Две заметки из области балтийской топонимики. О южной границе ятвягов // Rakstu krajums veltijums akademikim profesoram Dr. Janim Endzellnam vina 85 drives im 65 darba gadu atcerei. Riga, 1959, p. 251—259.